# 비치하트애솔
"비치하트애솔"은 2015년에 개봉한 대한민국의 영화이다.

## 캐스팅
- 권현상 : 정남 역
- 박란 : 진이 역
- 한근섭 : 삥땅 역
- 김동완 : 용수 역
- 윤여진 : 왕사장 역
- 박명신 : 차 안의 여자 역
- 이민지 : 단발머리여자 역
- 진용욱 : 오토바이 가게 사장 역
- 곽진석 : 덩치1 역
- 백동현 : 덩치2 역
- 오대환 : 배달1 역
- 김민식 : 배달2 역
- 최한솔 : 배달3 역
- 이은우 : 배달4 역
- 김혜령 : 꽃배달1 역
- 이소정 : 꽃배달2 역
- 최영미 : 꽃배달3 역
- 김정택 : 악기사 주인 역
- 제임스 리 맥쿤 : 호텔 안 남자 역 (특별출연)
- 조은성 : 도매꾼 역 (특별출연)
- 백윤호 : 스케이트보더 역 (특별출연)
- 이희제 : 스케이트보더 역 (특별출연)
- 전지희 : 스케이트보더 역 (특별출연)
- 황인진 : 스케이트보더 역 (특별출연)
- 유정현 : 스케이트보더 역 (특별출연)
- 서준영 : 짝퉁 사러 온 손님 역 (특별출연)
- 김주영 : 짝퉁 사러 온 손님 역 (특별출연)
- 정다이 : 짝퉁 사러 온 손님 역 (특별출연)